# グスタフ・アリンガー
グスタフ・アリンガー（Gustav Allinger, 1891年11月3日 - 1974年）は、ドイツの造園家。近代主義に依拠した新しい時代の庭園のあり方を提示した人物。ベルリン工科大学の教授もつとめた。アリンガーの生前所有していた資料が、ベルリン工科大学建築資料博物館に寄贈されている。

## 生涯
ドイツ南部バーデン＝ヴュルテンベルク州ラウフェン・アム・ネッカー出身。1907年からハイルブロンで庭師として働き出し、1909年から1911年までハイルブロンのハイデルベルク建築事務所に勤務。1911年から1913年まではケルンのフリッツ・エンケのオフィスに入所。途中兵役につき、除隊後に復職して1920年まで在籍した。1920年にドルトムントの墓園開発に従事したのち、翌1921年にベルリンの会社のドルトムントの庭園設計部門に移籍。
1924年、ドイツ庭園協会及び建築家協会の連合展覧会に庭を出典。1926年、ドレスデンで開催する園芸展覧会出展設計競技に当時の表現主義の影響を受けた作品「未来への庭園」と題した庭で入選を果たした。翌1927年に出展した庭園の評価を受け、近代裏庭のための理想的な案としてみられたが、実用の面では専門家の間で強く論議の的となった。
1928年から1931年、シュレジエン地方ヒンデンブルクの都市庭園の責任者を務め、1932年に独立して公園と庭園を設計する事務所を設立した。同年にはライプツィヒのリヒャルト・ワーグナーを記念するヤシ園を担当した。
1933年、自身が所属する庭園文化協会が主催し、ベルリンのラジオ塔で開催されたドイツの園芸展覧会に、夏の花の庭を出展。さらに専門職の協会を合わせて組織強化を図るため、ドイツの庭園協会を建築家協会と合併させドイツ帝国庭園建築協会として連合させる働きかけを行った。また、協会員設計の庭園・公園および墓地などのデザイン構成を統制的に指導した。この年に成立したナチス政権を歓迎した。
1934年から1938年、アルヴィン・ザイフェルトのもとで国土の景観計画士としてアウトバーンの緑化業務に関わった。また1934年から1935年まで、庭園及び建築家協会連合会の副会長を務めた。
第二次世界大戦後の1945年、ノルトライン＝ヴェストファーレン州の企業としてエアフルト北部で予定の園芸展示会開催に尽力。1946年、自治体向けの造園コンサルタント業を開始した。1948年から1954年、新たに結成されたドイツ連邦造園家会副会長を務めた。
1952年から、ベルリン工科大学で庭園と建築および修景設計の担当教授および学科長就任。1955年から1960年、ケルン大学病院の植物園を作庭。1959年にベルリン工科大学を退職し、その後はボン大学で客員教授を1965年まで務めた。ボンにて没した。